# Australian Football League Germany
Die Australian Football League Germany (AFL Germany) ist die höchste und bisher einzige Spielklasse im Australian Football in Deutschland. Die teilnehmenden Vereine stellen Amateurmannschaften.
Die AFL Germany ist Mitglied der AFL Europe (Australian Football League Europe). Die Nationalmannschaft nennt sich German Eagles (ursprünglich Black Eagles).

## Geschichte
1995 entstanden mit den Frankfurt Redbacks und den Munich Kangaroos die ersten deutschen Vereine im Australian Football. 1999 gründeten beide Vereine den Vorläufer der heutigen AFL Germany, der sich 2001 die Berlin Crocodiles anschlossen. 2003 folgte die Aufnahme der Hamburg Dockers und damit die Gründung der AFL Germany in ihrer heutigen Form. 2004 schlossen sich die Rheinland Lions und 2012 die Dresden Wolves dem Spielbetrieb an. 2018 wurden die Zuffenhausen Giants aufgenommen, die aus einer Fusion der 2009 gegründeten Stuttgart Emus und der 2011 gegründeten Freiberg Taipans entstanden waren.
Im Laufe der Jahre wurde die Struktur der AFL Germany dem Leistungsstand der verschiedenen Vereine angepasst. So wurde 2009 mit Aufnahme der Stuttgart Emus für eine Saison eine zweite Division eingeführt. 2015 bis 2016 gab es zwei Spielklassen: einerseits eine 16’s-Liga, die den bisherigen Spielbetrieb der AFL Germany weiterführte und nur noch aus drei Vereinen bestand, andererseits eine 9’s-Aufbau-Liga für Mannschaften im Entwicklungs- und Konsolidierungsstadium.

## 16’s-Liga

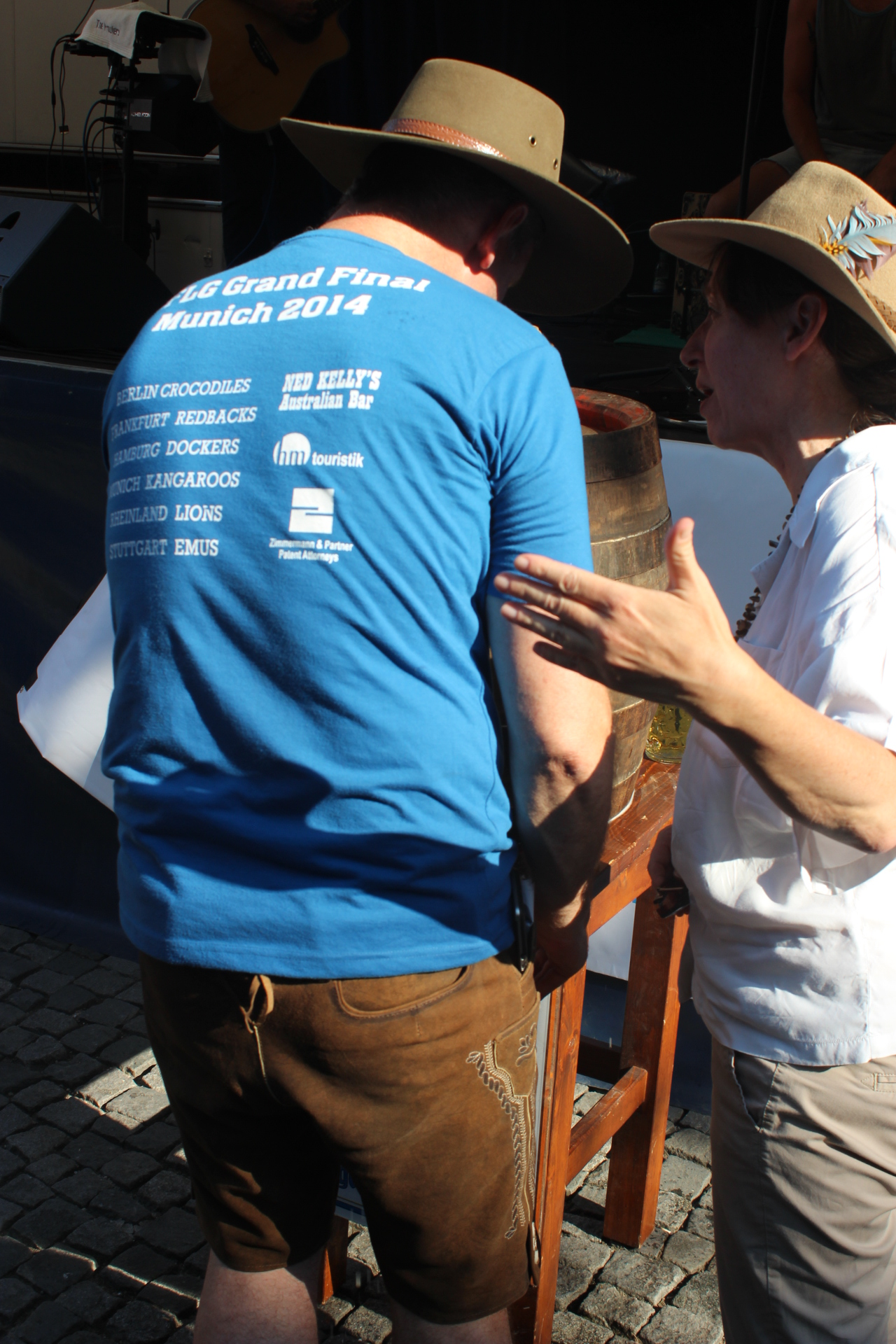
Greg Langley (Präsident der Munich Kangaroos und Manager der AFL Germany) mit „Grand-Final-Munich-2014“-Shirt

Die Saison umfasst das Kalenderjahr. Die Teilnehmer absolvieren zehn Spielrunden, woran sich die beiden Halbfinalspiele der vier besten Mannschaften und das Grand Final anschließen.
Seit der ersten Saison 2003 wurden bis 2019 insgesamt 17 Meistertitel vergeben. Dabei gelang es fünf Vereinen, die Meisterschaft zu erlangen: den Munich Kangaroos, den Rheinland Lions, den Frankfurt Redbacks, den Hamburg Dockers und den Berlin Crocodiles. Rekordmeister sind die Munich Kangaroos mit sechs Titeln.

### Teilnehmer 2022
- Berlin Crocodiles
- Dresden Wolves
- Hamburg Dockers
- Heidelberg Knights
- Frankfurt Redbacks
- Kiel Koalas
- Rheinland Lions (Köln)
- Munich Kangaroos
- Zuffenhausen Giants (Stuttgart)

### Finalisten
| Saison | Meister            | Ergebnis                                 | Finalgegner                              | Finalort                                 | 3. Platz           |
| ------ | ------------------ | ---------------------------------------- | ---------------------------------------- | ---------------------------------------- | ------------------ |
| 2003   | Munich Kangaroos   | kein Grand Final (2. Frankfurt Redbacks) | kein Grand Final (2. Frankfurt Redbacks) | kein Grand Final (2. Frankfurt Redbacks) | Berlin Crocodiles  |
| 2004   | Frankfurt Redbacks | 51:25                                    | Munich Kangaroos                         | Berlin                                   | Düsseldorf Lions   |
| 2005   | Munich Kangaroos   | 86:4                                     | Frankfurt Redbacks                       | Frankfurt                                | Hamburg Dockers    |
| 2006   | Munich Kangaroos   | 55:48                                    | Rheinland Lions                          | München                                  | Frankfurt Redbacks |
| 2007   | Rheinland Lions    | 85:37                                    | Munich Kangaroos                         | Köln                                     | Hamburg Dockers    |
| 2008   | Rheinland Lions    | 66:61                                    | Munich Kangaroos                         | München                                  | Hamburg Dockers    |
| 2009   | Rheinland Lions    | 87:51                                    | Munich Kangaroos                         | Frankfurt                                | Hamburg Dockers    |
| 2010   | Munich Kangaroos   | 85:31                                    | Rheinland Lions                          | Berlin                                   | Berlin Crocodiles  |
| 2011   | Rheinland Lions    | 75:24                                    | Berlin Crocodiles                        | Stuttgart                                | Stuttgart Emus     |
| 2012   | Munich Kangaroos   | 54:40                                    | Rheinland Lions                          | Köln                                     | Stuttgart Emus     |
| 2013   | Hamburg Dockers    | 68:55                                    | Rheinland Lions                          | Hamburg                                  | Munich Kangaroos   |
| 2014   | Rheinland Lions    | 55:44                                    | Munich Kangaroos                         | Fürstenfeldbruck                         | Hamburg Dockers    |
| 2015   | Hamburg Dockers    | 84:43                                    | Munich Kangaroos                         | Köln                                     | Rheinland Lions    |
| 2016   | Munich Kangaroos   | 139:26                                   | Berlin Crocodiles                        | Frankfurt                                | Rheinland Lions    |
| 2017   | Berlin Crocodiles  | 142:54                                   | Munich Kangaroos                         | Dresden                                  | Hamburg Dockers    |
| 2018   | Hamburg Dockers    | 93:38                                    | Berlin Crocodiles                        | Dresden                                  | Munich Kangaroos   |
| 2019   | Hamburg Dockers    | 60:41                                    | Berlin Crocodiles                        | Köln                                     | Munich Kangaroos   |
| 2021   | Berlin Crocodiles  | 91:49                                    | Hamburg Dockers                          | Berlin                                   | Munich Kangaroos   |
| 2022   | Berlin Crocodiles  | 116:14                                   | Hamburg Dockers                          | Kiel                                     | Rheinland Lions    |
| 2023   | Berlin Crocodiles  | 74:13                                    | Munich Kangaroos                         | Berlin                                   | Hamburg Dockers    |
| 2024   | Berlin Crocodiles  | 104:61                                   | Munich Kangaroos                         | Stuttgart                                | Rheinland Lions    |

### Medaillenspiegel
| Verein             | Meisterschaft | 2. Platz | 3. Platz |
| ------------------ | ------------- | -------- | -------- |
| Munich Kangaroos   | 6             | 9        | 4        |
| Rheinland Lions    | 5             | 4        | 5        |
| Berlin Crocodiles  | 5             | 4        | 2        |
| Hamburg Dockers    | 4             | 2        | 7        |
| Frankfurt Redbacks | 1             | 2        | 1        |
| Stuttgart Emus     | 0             | 0        | 2        |

## 9’s-Liga
Die 9’s-Liga für Teams mit 9 Mann bestand zwei Jahre von 2015 bis 2016 als weitere Spielklasse. Die Munich Kangaroos beendeten die Saison 2015 ohne ein verlorenes Spiel. 2016 spielten die beiden angetretenen Hamburger Mannschaften (Pirates und Swans) ab dem Halbfinale geschlossen als Hamburg Dockers. Ebenso spielten ab dem Halbfinale die Stuttgart Emus und die Freiberg Taipans als SpVgg Freiberg-Stuttgart.
9’s-Teilnehmer 2016
- Berlin Crocodiles (BAFC)
- Dresden Wolves (DDAFC)
- Frankfurt Redbacks (FFC)
- Freiberg Taipans (FTAFC)
- Hamburg Dockers Pirates (HHStP)
- Hamburg Dockers Swans (HHAlS)
- Munich Kangaroos (MFC)
- Rheinland Lions (RFC)
- Stuttgart Emus (SAFC)

9’s-Finalisten
| Saison | Meister          | Ergebnis | Finalgegner             | Finalort  | 3. Platz                 |
| ------ | ---------------- | -------- | ----------------------- | --------- | ------------------------ |
| 2015   | Munich Kangaroos | 55:23    | Hamburg Dockers Pirates | Frankfurt | Berlin Crocodiles        |
| 2016   | Hamburg Dockers  | 126:71   | Frankfurt Redbacks      | Frankfurt | SpVgg Freiberg-Stuttgart |

9’s-Medaillenspiegel
| Verein                   | Meisterschaft | 2. Platz | 3. Platz |
| ------------------------ | ------------- | -------- | -------- |
| Hamburg Dockers          | 1             | 1        | 0        |
| Munich Kangaroos         | 1             | 0        | 0        |
| Frankfurt Redbacks       | 0             | 1        | 0        |
| Berlin Crocodiles        | 0             | 0        | 1        |
| SpVgg Freiberg-Stuttgart | 0             | 0        | 1        |

Anmerkungen:

1. ↑  Vorgänger der Rheinland Lions
2. 1 2  Spielvereinigung der Freiberg Taipans und der Stuttgart Emus ab dem Halbfinale.
3. ↑  2015: Hamburg Dockers Pirates

## Regionalligen
Im Jahr 2010 etablierte sich mit der Bayern League eine weitere, stärker regional fokussierte Wettbewerbsform von Australian Football in Deutschland. Dabei gründeten sich in der Regel zwei bis vier Spielmannschaften mit Spielern aus den Kadern der bereits bestehenden AFLG-Vereinen. Teilweise waren diese Spielmannschaften jedoch auch als eigenständige Vereine organisiert (Ludwigsburg Taipans). Die teilnehmenden Mannschaften spielten, wie in der AFLG, eine Hin- und Rückserie mit einem abschließenden Finalspiel. Gespielt wurde dabei meistens mit den modifizierten 9-a-side Regeln.
Bayern League (2010–2014)
- Pasing Hawks
- Schwabing Saints
- Sendling Blues

Berlin League (2011–2015)
- East Berlin Mariners
- North Berlin Crows
- South Berlin Demons
- West Berlin Eagles

Baden-Württemberg Footy Liga (2011–?)
- Böblingen Pirates
- Haslach Hawks
- Ludwigsburg Taipans

Hamburg League (2013–?)
- Alster Swans
- St. Pauli Pirates

Rhein-Main League (Malte-Schudlich-Cup; 2013–)
- East Frankfurt Magpies
- North Frankfurt Dingos
- South Frankfurt Swans
- West Frankfurt Wallabies

## AFLG Women
Seit 2019 gibt es auch für die Damen einen Ligabetrieb.

### Teilnehmer 2019
- Berlin Crocodiles W (BFCW)
- Hamburg Dockers W (HFCW)
- Rhein-Main Redcats (RMR; Frankfurt & Rheinland)
- Southern Tigeroos (STI; Munich & Stuttgart)

| Saison | Meister             | Ergebnis | Finalgegner       | Finalort  | 3. Platz             |
| ------ | ------------------- | -------- | ----------------- | --------- | -------------------- |
| 2019   | Hamburg Dockers     | 61:33    | Berlin Crocodiles | Köln      | Rhein-Main Redcats   |
| 2021   | Rheinland Lionesses | 59:35    | Hamburg Dockers   | Berlin    | Berlin Crocodiles    |
| 2022   | Rheinland Lionesses | 73:22    | Berlin Crocodiles | Kiel      | Flying Orcas         |
| 2023   | Hamburg Dockers     | 34:18    | Berlin Crocodiles | Berlin    | Rheinland Lionesses  |
| 2024   | Berlin Crocodiles   | 48:15    | Munich Kangaroos  | Stuttgart | Heidelberg-Stuttgart |

## AFLG-Vorstand
| Funktion       | Name             | Heimatclub      |
| -------------- | ---------------- | --------------- |
| Präsident      | Stefan Knoll     | Dresden Wolves  |
| Vize-Präsident | Manuell Gauding  | Hamburg Dockers |
| Schatzmeister  | Stefan Röpstorff | Kiel Koalas     |
| Stand: 2022    |                  |                 |